# Dolph Lundgren
Hans Lundgren, de nom artístic Dolph Lundgren (Estocolm, Suècia, 3 de novembre de 1957) és un actor suec, l'activitat polifacètica inclou treballs en el cinema com a director, guionista i productor. A més va ser boxejador, karateka i té formació d'enginyer químic.
Famós per les seves pel·lícules d'acció i arts marcials de Hollywood, el seu primer èxit va venir quan va interpretar a Ivan Drago a Rocky IV el 1985.

## Filmografia
| Year | Títol                                                           | Paper                        | Director                      |
| ---- | --------------------------------------------------------------- | ---------------------------- | ----------------------------- |
| 1985 | A View to a Kill                                                | Venz                         | John Glen                     |
| 1985 | Rocky IV                                                        | Ivan Drago                   | Sylvester Stallone            |
| 1987 | Masters of the Universe                                         | He-Man                       | Gary Goddard                  |
| 1988 | Red Scorpion                                                    | Tinent Nikolai Rachenko      | Joseph Zito                   |
| 1989 | The Punisher                                                    | Frank Castle/The Punisher    | Mark Goldblatt                |
| 1989 | I Come in Peace (Dark Angel)                                    | Jack Caine                   | Craig R. Baxley               |
| 1990 | Cover-Up                                                        | Mike Anderson                | Manny Coto                    |
| 1991 | Desafiament a Little Tokyo (Showdown in Little Tokyo)           | Chris Kenner                 | Mark L. Lester                |
| 1992 | Soldat universal (Universal Soldier)                            | Sergent Andrew Scott/GR13    | Roland Emmerich               |
| 1993 | Fugida mortal (Joshua Tree)                                     | Wellman Anthony Santee       | Vic Armstrong                 |
| 1994 | Sunny Side Up                                                   | Himself                      | Bettina Speer                 |
| 1994 | Pentatló (Pentathlon)                                           | Eric Brogar                  | Bruce Malmuth                 |
| 1994 | Men of War                                                      | Nick Gunar                   | Perry Lang                    |
| 1995 | Johnny Mnemonic                                                 | Karl Honig (Street Preacher) | Robert Longo                  |
| 1995 | The Shooter (Hidden Assassin)                                   | Michael Dane                 | Ted Kotcheff                  |
| 1996 | Silent Trigger                                                  | Waxman (Shooter)             | Russell Mulcahy               |
| 1997 | Xantatge nuclear (The Peacekeeper)                              | Major Frank Cross            | Frédéric Forestier            |
| 1998 | L'enviat (The Minion)                                           | Lukas Sadorov                | Jean-Marc Piché               |
| 1998 | Sweepers                                                        | Christian Erickson           | Keoni Waxman                  |
| 1998 | Blackjack (TV)                                                  | Jack Devlin                  | John Woo                      |
| 1999 | Assalt final (Bridge of Dragons)                                | Warchild                     | Isaac Florentine              |
| 1999 | Storm Catcher                                                   | Jack Holloway                | Anthony Hickox                |
| 2000 | Jill Rips (Jill The Ripper)                                     | Matt Sorenson                | Anthony Hickox                |
| 2000 | The Last Patrol                                                 | Captain Nick Preston         | Sheldon Lettich               |
| 2001 | Agent Red                                                       | Matt Hendricks               | Damian Lee                    |
| 2002 | Hidden Agenda                                                   | Jason Price                  | Marc S. Grenier               |
| 2003 | Desafiament a les aules (Detention)                             | Sam Decker                   | Sidney J. Furie               |
| 2004 | Direct Action                                                   | Frank Gannon                 | Sidney J. Furie               |
| 2004 | Fat Slags                                                       | Randy                        | Ed Bye                        |
| 2004 | Retrograde                                                      | John Foster                  | Christopher Kulikowski        |
| 2004 | The Defender                                                    | Lance Rockford               | Dolph Lundgren                |
| 2005 | The Mechanik (The Russian Specialist)                           | Nikolai Cherenko             | Dolph Lundgren                |
| 2006 | The Inquiry (The Final Inquiry)                                 | Brixos                       | Giulio Base                   |
| 2007 | Diamond Dogs                                                    | Xander Ronson                | Shimon Dotan / Dolph Lundgren |
| 2007 | Missionary Man                                                  | Ryder                        | Dolph Lundgren                |
| 2008 | Direct Contact                                                  | Mike Riggins                 | Danny Lerner                  |
| 2009 | Command Performance                                             | Joe                          | Dolph Lundgren                |
| 2009 | Universal Soldier: Regeneration                                 | Andrew Scott                 | John Hyams                    |
| 2010 | The Expendables                                                 | Gunnar Jensen                | Sylvester Stallone            |
| 2010 | Icarus (The Killing Machine)                                    | Edward Genn                  | Dolph Lundgren                |
| 2010 | Chuck (TV)                                                      | Marco                        | Robert Duncan McNeill         |
| 2011 | In the Name of the King 2 (In The Name Of The King: Two Worlds) | Granger                      | Uwe Boll                      |
| 2012 | Small Apartments                                                | Dr. Sage Mennox              | Jonas Åkerlund                |
| 2012 | Stash House                                                     | Andy Spector                 | Eduardo Rodríguez             |
| 2012 | Universal Soldier: A New Dimension                              | Andrew Scott                 | John Hyams                    |
| 2012 | One In The Chamber                                              | Aleksey Andreev              | William Kaufman               |
| 2012 | The Expendables 2                                               | Gunnar Jensen                | Simon West                    |
| 2012 | The Package                                                     | "The German"                 | Jesse Johnson                 |
| 2013 | Battle of the Damned                                            | Major Max Gatling            |                               |
| 2013 | Ambushed                                                        | Agent Evan Maxwell           |                               |
| 2013 | Blood of Redemption                                             | Axel "The Swede"             |                               |
| 2013 | Puncture Wounds                                                 | Hollis                       |                               |
| 2014 | The Expendables 3                                               | Gunner Jensen                |                               |
| 2014 | Skin Trade                                                      | Detective Nick Cassidy       |                               |
| 2015 | War Pigs                                                        | Captain Hans Picault         |                               |
| 2015 | The Good, the Bad, and the Dead                                 | Agent Bob Rooker             |                               |
| 2015 | Shark Lake                                                      | Clint Gray                   |                               |
| 2015 | Riot                                                            | Agent William                |                               |
| 2015 | Malchishnik                                                     | Natasha's Husband            |                               |
| 2021 | 90 minuts                                                       |                              | Director                      |